# ثورة كتاب الصلاة
كانت ثورة كتاب الصلاة أو «الانتفاضة الغربية» تمردًا شعبيًا اندلع في كورنوال وديفون عام 1549. في ذلك العام، تم تقديم أول كتاب صلاة جماعية، الذي عرض لاهوت الإصلاح الديني الإنجليزي. قوبل هذا التغيير برفض واسع، خاصة في المناطق التي كانت لا تزال تحتفظ بولائها الكاثوليكي الراسخ، حتى بعد صدور قانون السيادة عام 1534، مثل لانكشاير. بالإضافة إلى الظروف الاقتصادية السيئة، أدى فرض إقامة الصلوات الكنسية باللغة الإنجليزية فقط في المناطق الناطقة بالكورنيشية إلى انفجار الغضب في كورنوال وديفون، ما أدى إلى اندلاع الانتفاضة. عند أبواب مدينة إكسيتر، أعلن قادة الانتفاضة: «نحن رجال كورنوال، والعديد منا لا يفهمون الإنجليزية، نرفض تمامًا هذه اللغة الإنجليزية الجديدة». ردًا على ذلك، أرسل إدوارد سيمور، دوق سومرست الأول، جون راسل لقمع التمرد، حيث تم هزيمة المتمردين وإعدام قادتهم بعد شهرين من بداية الأعمال العدائية. قُتل ما يصل إلى 5500 رجل، معظمهم من الكاثوليك في كورنوال وديفون.

## نظرة عامة
أحد الأسباب المحتملة لثورة كتاب الصلاة كان التغييرات الدينية التي نُفذت مؤخرًا من قبل حكومة الملك الجديد، إدوارد السادس. في أواخر أربعينات القرن السادس عشر، أدخل اللورد الحامي سومرست، نيابة عن الملك الشاب، مجموعة من الإجراءات التشريعية كامتداد للإصلاح الديني الإنجليزي في إنجلترا وويلز، بهدف رئيسي هو تغيير اللاهوت والممارسات الدينية، لا سيما في المناطق التي عُرفت بولائها الكاثوليكي التقليدي – مثل كورنوال وديفون. عندما حُظرت المواكب الدينية والحج التقليدي، أُرسل مفوضون لإزالة جميع رموز الكاثوليكية، تماشيًا مع السياسات الدينية لتوماس كرانمر التي كانت تميل بشكل متزايد نحو البروتستانتية. في كورنوال، أُوكلت هذه المهمة إلى ويليام بودي، والذي اعتُبر تدنيسه للأضرحة الدينية السبب في اغتياله يوم 5 أبريل 1548 على يد ويليام كيلتر وباسكو تريفيان في مدينة هيلستون.
زاد العبء على الطبقات الدنيا بفعل ضريبة الرؤوس الجديدة المفروضة على الأغنام، وهي ضريبة كان لها تأثير كبير على المنطقة الغربية التي اشتهرت بتربية الأغنام. تزايد الغضب بعد انتشار شائعات بأن هذه الضريبة ستمتد لتشمل أنواعًا أخرى من الماشية. ساهم ضعف الهيكل الاجتماعي في عدم قدرة ملاك الأراضي المحليين على التعامل مع هذه الانتفاضة. تم تجريد مركيز إكسيتر، أحد كبار ملاك الأراضي في سامفورد كورتني، من ممتلكاته مؤخرًا، بينما كان خليفته، اللورد راسل، يقيم في لندن ونادرًا ما يزور أراضيه، ما يُحتمل أنه أدى إلى غياب السلطة المحلية التي كان يُتوقع منها عادةً أن تسيطر على التمرد.
كان سكان كورنوال يعتبرون أنفسهم منذ زمن بعيد إقليمًا مميزًا داخل مملكة إنجلترا، وهو اعتقاد عززه الدور المركزي الذي كانت تلعبه اللغة الكورنيشية في التعبير عن الهوية العرقية؛ ولذلك فقد اعتُبر الإصلاح الديني، الذي شدد على استخدام اللغة الإنجليزية، تهديدًا للهوية القومية الكورنيشية. بعد تمرد كورنوال عام 1497، والتدمير المتتابع للأديرة من عام 1536 إلى 1545 في عهد الملك هنري الثامن، انتهى الدعم الذي كانت تقدمه المؤسسات الرهبانية للمعرفة الرسمية، والتي حافظت على الهويات الثقافية السلتية في كورنوال والكاثوليكية في ديفون. ساهم حل كلية غلاسني وكلية كرانتوك وكذلك دير تافيستوك في ديفون، بدور كبير في تأجيج المعارضة للإصلاحات الثقافية القادمة.
جرى التأكيد على أن الكنيسة الكاثوليكية «أثبتت قدرتها الكبيرة على التكيف مع اللغة والثقافة الكورنيشية»، وأن هجمات الحكومة على الدين التقليدي أعادت إحياء روح التحدي في كورنوال، وخاصة في المناطق الغربية التي كانت غالبيتها تتحدث الكورنيشية. تلا ذلك انتقام فوري تمثل في إعدام ثمانية وعشرين كورنيشيًا في قلعة لونسيستون. كما أُعدم أحد «خونة كورنوال» على تلة بليموث هو، وقد ذكرت حسابات البلدة تفاصيل تكاليف الأخشاب المستخدمة في صناعة المشنقة والأعمدة. أما مارتن جيفري، كاهن كنيسة سانت كيفيرن المؤيد للكاثوليكية، والواقعة قرب هيلستون، فقد نُقل إلى لندن، وبعد إعدامه، تم وضع رأسه على رمح منصوب على جسر لندن كما كان متبعًا آنذاك.